# Jodi Picoult

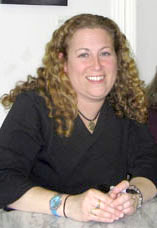
Jodi Picoult

Jodi Lynn Picoult (New York, 19 mei 1966) is een Amerikaanse schrijfster.
Picoult is geboren in een niet-religieuze Joodse familie die naar New Hampshire verhuisde toen zij dertien was. Zij studeerde aan de Princeton-universiteit. Picoult schrijft romans en ook scenario's voor film en televisie. Van haar werk zijn volgens haar eigen website wereldwijd 40 miljoen exemplaren verkocht.

## Boekencensuur VS
Haar boek Nineteen Minutes (2007) staat op de lijst met vaakst verboden boeken in het schooljaar 2023-2024, die is opgesteld door PEN Amerika, op de eerste plaats (98 keer).

## Film en televisie
- The Pact (2002)
- Plain Truth (2004)
- The Tenth Circle (2008)
- My Sister's Keeper (2009) De tweede dochter
- Salem Falls (2011)